# Cusickiella
Cusickiella es un género con dos especies de plantas pertenecientes a la familia Brassicaceae. Ambas especies son nativas del oeste de los Estados Unidos. Cusickiella douglasii crece en las montañas de California a Washington, y Cusickiella quadricostata tiene una distribución más limitada en el este de California y el oeste de Nevada.

## Descripción
Son plantas que forman matas perennes con ramas de porte redondeado de minúsculas agrupaciones de hojas gruesas. Cada grupo se asemeja a una muy pequeña col. Cada pequeña rama tiene flores de color blanco o amarillento con una base triangular de sépalos que pueden ser peludos.  El fruto es una silicua que generalmente contiene una sola semilla. A

## Taxonomía
El género fue descrito por Reed Clark Rollins y publicado en Journal of Japanese Botany 63(3): 68–69, f. 1–4. 1988.

## Especies aceptadas
A continuación se brinda un listado de las especies del género Cusickiella aceptadas hasta octubre de 2014, ordenadas alfabéticamente. Para cada una se indica el nombre binomial seguido del autor, abreviado según las convenciones y usos.	
- Cusickiella douglasii (Gray) Rollins
- Cusickiella quadricostata (Rollins) Rollins -